# Aspidosperma oblongum
Aspidosperma oblongum är en oleanderväxtart som beskrevs av A.Dc.. Aspidosperma oblongum ingår i släktet Aspidosperma och familjen oleanderväxter. Inga underarter finns listade i Catalogue of Life.